# Райнельт, Максимилиан
Максимилиан Йозеф Райнельт (нем. Maximilian Josef Reinelt; 24 августа 1988, Ульм, Баден-Вюртемберг, ФРГ — 9 февраля 2019, Санкт-Мориц, Граубюнден, Швейцария) — немецкий спортсмен, олимпийский чемпион 2012 года в академической гребле (восьмёрки).

## Карьера
С 2006 года член сборной Германии по академической гребле. Олимпийский чемпион, двукратный чемпион мира, трёхкратный чемпион Европы.
Умер 9 февраля 2019 года во время катания на лыжах в Швейцарии. Причиной стала остановка сердца из-за аритмии, возникшей вследствие саркоидоза, который не был вовремя диагностирован.